# Punkty Brocarda

Punkt Brocarda trójkąta skonstruowany w punkcie przecięcia trzech okręgów

Punkty Brocarda – szczególne punkty w trójkącie.
Francuski matematyk Henri Brocard (1845–1922), sformułował następujące zdanie:
W trójkącie {\displaystyle ABC} o bokach {\displaystyle a,b,c} znajduje się dokładnie jeden taki punkt {\displaystyle P,} że proste {\displaystyle AP,BP,CP} z bokami odpowiednio {\displaystyle c,a,b} tworzą równe kąty {\displaystyle \omega ,} tzn. prawdziwy jest następujący ciąg równości:
{\displaystyle \angle PBC=\angle PCA=\angle PAB.}
Punkt {\displaystyle P} nazywa się pierwszym punktem Brocarda trójkąta {\displaystyle ABC.}
Kąt {\displaystyle \omega } jest kątem Brocarda trójkąta {\displaystyle ABC.}
Istnieje także drugi punkt Brocarda trójkąta {\displaystyle ABC{:}} punkt {\displaystyle Q,} dla którego odcinki {\displaystyle AQ,BQ,CQ,} według tej kolejności, z bokami {\displaystyle b,c,a} tworzą równe kąty, tzn. prawdziwy jest następujący ciąg równości:
{\displaystyle \angle QCB=\angle QBA=\angle QAC.}
Temu drugiemu punktowi Brocarda odpowiada ten sam kąt Brocarda, co pierwszemu punktowi Brocarda, tzn. kąt {\displaystyle \angle PBC=\angle PCA=\angle PAB} jest równy kątowi {\displaystyle \angle QCB=\angle QBA=\angle QAC.}
Te dwa punkty Brocarda są ze sobą ściśle związane; w gruncie rzeczy odróżnienie pierwszego kąta od drugiego zależy od tego, w jakiej kolejności weźmiemy kąty trójkąta {\displaystyle ABC}!
W ten sposób dla przykładu: pierwszy punkt Brocarda trójkąta {\displaystyle ABC} jest równocześnie drugim punktem Brocarda w trójkącie {\displaystyle ACB.}

## Konstrukcja
Przykład:
1. Obieramy trzy niewspółliniowe punkty {\displaystyle A,B,C.}
2. Kreślimy prostą {\displaystyle c} przez punkty {\displaystyle A} i {\displaystyle B,} prostą, a przez punkty {\displaystyle B} i {\displaystyle C} oraz prostą {\displaystyle b} przez punkty {\displaystyle C} i {\displaystyle A.}
3. Kreślimy symetralną boku {\displaystyle AB} i oznaczamy ją przez {\displaystyle c'.}
4. Kreślimy prostą {\displaystyle c''} prostopadłą do prostej, a przez punkt {\displaystyle B.}
5. Punkt przecięcia się symetralnej {\displaystyle c'} i prostej {\displaystyle c''} oznaczamy {\displaystyle O_{1}.}
6. Z punktu {\displaystyle O^{1}} kreślimy okrąg o promieniu {\displaystyle |O1\ B|.} Wówczas okrąg ten przechodzi także przez punkt {\displaystyle A} i jest styczny do prostej {\displaystyle a.}
7. Analogicznie konstruujemy okrąg przez punkty {\displaystyle C} i {\displaystyle B,} styczny do prostej {\displaystyle b;}

a następnie okrąg przez punkty {\displaystyle A} i {\displaystyle C,} styczny do prostej {\displaystyle c.}
Te trzy okręgi posiadają wspólny punkt – pierwszy punkt Brocarda trójkąta {\displaystyle ABC.}
Analogicznie konstruuje się drugi punkt Brocarda.

## Równania kąta Brocarda
Oznaczmy przez {\displaystyle A_{\Delta }} pole powierzchni trójkąta {\displaystyle ABC.} Wówczas kąt Brocarda można obliczyć następującymi równaniami:
- {\displaystyle \operatorname {tg} \omega ={\frac {4A_{\Delta }}{a^{2}+b^{2}+c^{2}}}.}
- {\displaystyle \operatorname {ctg} \omega =\operatorname {ctg} \alpha +\operatorname {ctg} \beta +\operatorname {ctg} \gamma .}
- {\displaystyle \sin \omega ={\frac {2A_{\Delta }}{\sqrt {b^{2}c^{2}+a^{2}c^{2}+a^{2}b^{2}}}}}

Dla każdego trójkąta: {\displaystyle \omega \leqslant 30^{\circ }.}

## Właściwości
- Oba punkty Brocarda trójkąta {\displaystyle ABC} są ze sobą sprzężone izogonalnie.
- Punkt środkowy dwóch punktów Brocarda znajduje się na tzw. osi Brocarda, która łączy punkt środkowy koła opisanego i punkt Lemoine.

Prosta łącząca punkty Brocarda jest prostopadła do osi Brocarda.